# Гердау
Гердау (њем. Gerdau) општина је у њемачкој савезној држави Доња Саксонија. Једно је од 29 општинских средишта округа Илцен. Према процјени из 2010. у општини је живјело 1.548 становника. Посједује регионалну шифру (AGS) 3360009.

## Географски и демографски подаци
Гердау се налази у савезној држави Доња Саксонија у округу Илцен. Општина се налази на надморској висини од 52 метра. Површина општине износи 38,0 km². У самом мјесту је, према процјени из 2010. године, живјело 1.548 становника. Просјечна густина становништва износи 41 становника/km².